# Multimodal kommunikation
Multimodal kommunikation är ett samlingsnamn för hur vi kommunicerar med varandra med hjälp av olika medier, material och teckensystem som ständigt förändras beroende på vår sociala interaktion.
Innebörden med multimodal kommunikation är att vi i vår kommunikation med varandra använder en mängd olika teckensystem och koder som kombineras samman och samverkar med varandra. Utöver det vi säger med ord använder vi oss av blickar, ljud, kroppsspråk och beröring i vår kommunikation. Begreppet är även sammankopplat med olika uttrycksformer så som musik, konst och foto. I utbildning och undervisningssyfte används multimodal kommunikation för att kombinera olika informationskanaler i ett pedagogiskt syfte. Det kan exempelvis handla om hur läraren och eleverna kombinerar talat språk, gester, text och bild i en undervisningssituation och hur dessa olika teckensystem får olika funktion i gestaltandet av det specifika kunskapsområde som står i fokus. Även de digitala verktyg skapar interaktion genom kommunikativt utbyte mellan aktörerna, där den ger möjlighet att samkonstruera den pågående ömsesidiga kommunikationen. 
Multimodal kommunikation handlar även om att kombinera olika sätt att kommunicera, men också om hur dessa sätt kombineras. Det är inte bara så att de förstärker varandra, de kan också komplettera varandra eller förhålla sig till varandra hierarkiskt. Med andra ord är multimodal kommunikation att säga saker på flera sätt med flera medel i flera sammanhang, och där ett budskaps mening skapas i ett eller flera led av kommunikationen..